# Aappilattoq (Kujalleq)
Aappilattoq (o Augpilagtoq/Augpilagtok) è un piccolo paese della Groenlandia che ospita 160 abitanti. È localizzato a 60°08'N 44°18'O, sul Prins Christians Sund e a circa 50 km da Capo Farvel; appartiene al comune di Kujalleq.